# Tordoia (parroquia)
Tordoia (llamada oficialmente San Xoán de Tordoia) es una parroquia española del municipio de Tordoya, en la provincia de La Coruña, Galicia.

## Entidades de población
Entidades de población que forman parte de la parroquia:
- Campo de Arriba (O Campo de Arriba)
- Formarigo
- Igrexa (A Eirexe)
- Pereirovello (O Pereiro Vello)

## Demografía
| Gráfica de evolución demográfica de Tordoia entre 2000 y 2019 |
|                                                               |
| Datos según el nomenclátor publicado por el INE.              |